# 作草部公園
作草部公園（さくさべこうえん）は千葉県千葉市稲毛区天台に位置する都市公園（街区公園）である。

## 概要
千葉都市モノレール天台駅と作草部駅の間にあり、天台駅から南に約80メートルの位置にある。過去には1912年（大正元年）12月に設置された陸軍歩兵学校があり、公園は跡地に作られた。
公園内には上記にちなむ「陸軍歩兵学校跡、平和の礎」記念碑が建てられている。

## 交通
- 千葉都市モノレール天台駅より徒歩1分。